# Museu da Imigração (Santa Bárbara d'Oeste)
O Museu da Imigração é um museu público municipal localizado na cidade de Santa Bárbara d'Oeste, interior do estado de São Paulo, Brasil. Foi fundado em 30 de janeiro de 1988, a partir do acervo da Fraternidade Descendência Americana, organização da sociedade civil responsável por administrar o Cemitério dos Americanos. É subordinado à Secretaria Municipal de Cultura e Turismo.
O museu está instalado na antiga Casa de Câmara e Cadeia de Santa Bárbara d'Oeste, edifício inaugurado em 1896, projetado em estilo eclético pelo arquiteto francês Victor Dubugras. É equipado com biblioteca especializada e conta com um anexo dedicado à documentação do município, o Centro de Memória de Santa Bárbara d'Oeste. Realiza exposições de longa e curta duração e atividades culturais e educativas. Seu acervo é composto por objetos históricos e documentos relacionados à história da cidade e das correntes de povoamento que se dirigiram para a região desde meados do século XIX, sobretudo os imigrantes norte-americanos, vindos após o término da Guerra de Secessão.

## Histórico
O Museu da Imigração foi oficialmente estabelecido em 30 de janeiro de 1988, ao final da gestão do prefeito José Maria de Araújo Júnior. A criação de um museu dedicado a preservar a memória de Santa Bárbara d'Oeste e dos imigrantes que se estabeleceram no município desde o fim do século XIX visava atender a uma antiga reivindicação dos moradores. Para servir de sede ao museu, foi escolhida a antiga Casa de Câmara e Cadeia da cidade, em função de sua importância arquitetônica e histórica, bem como por sua localização privilegiada no centro da cidade, junto à Praça Nove de Julho. As obras de adaptação do edifício foram iniciadas em 1987. À época, a intenção de ocupar o edifício causou atritos com o Governo do Estado de São Paulo (então sob a gestão de Franco Montoro), que alegava ser o proprietário do prédio.
O projeto museológico da instituição ficou a cargo da Comissão Administrativa do Museu da Imigração, formada por representantes de diversas organizações culturais da cidade, e contou com orientação dos museólogos Júlio Abe e Maria Inês Mantovani, vindos da capital paulista. O núcleo inicial do acervo correspondia a um conjunto de peças transferidas de um pequeno memorial mantido pela Fraternidade Descendência Americana, nas imediações do Cemitério do Campo (ou "dos Americanos"), local onde estão sepultados os pioneiros da imigração norte-americana e seus descendentes. Nos anos seguintes ao da fundação, o acervo do museu foi ampliado por meio de doações de moradores e aquisições esporádicas. A identificação, organização e seleção das peças foi realizada pelos museólogos supracitados, além de pesquisadores do município e voluntários.
O circuito expositivo conserva-se hoje ainda próximo de sua concepção original. É dividido em oito salas, abordando temáticas variadas. No andar térreo, estão expostos objetos, fotografias, documentos e painéis didáticos relacionados à história de Santa Bárbara d'Oeste e da antiga cadeia pública. Também no térreo, a "Sala do Artista Antônio Duarte" é dedicada a exposições temporárias. No pavimento superior, encontra-se o acervo de objetos da Fraternidade Descendência Americana e outros objetos e documentos relacionados às correntes imigratórias.
Em setembro do ano 2000, durante as comemorações do 182º aniversário da cidade, foi criado o Centro de Memória de Santa Bárbara d’Oeste, a partir do desmembramento de parte do acervo documental do Museu da Imigração, ao qual se juntou o acervo documental da TV Cultura de Santa Bárbara. O centro tem por objetivo coletar, conservar e divulgar documentos relacionados à história do município. Funciona em um edifício anexo ao museu, ao lado também da Biblioteca Municipal Maria Aparecida Nogueira, e mantém, além das funções arquivísticas, uma programação cultural, organizando oficinas, debates e projetos educativos.
Em meados da década de 2000, o edifício, comprometido por falta de manutenção, foi fechado para visitas públicas. A reabertura ocorreu em junho de 2008, após a execução de trabalhos de recuperação, que incluíram a substituição do telhado, a implantação de calhas para evitar infiltrações e a troca dos rodapés para eliminar os cupins que comprometiam a estrutura do prédio. Por ocasião da reinauguração, foi lançado o projeto Imagens da Zona Leste, desenvolvido pelo Centro de Memória, em parceria com o Centro Cultural e Biblioteca Professor Léo Sallum. O projeto consistia em um esforço de recuperação e digitalização de imagens históricas de moradores, eventos, locais e estabelecimentos da Zona Leste da cidade. Neste mesmo ano foi comemorado o 20º aniversário do museu, tendo por destaque a exposição Cenas da Minha Terra, com fotografias de José Roberto Bueno.
O Museu da Imigração e o Centro de Memória constituem hoje as principais fontes de informação, documentação e referências relacionadas à história de Santa Bárbara d'Oeste e da imigração norte-americana para a região. Recebem em média 20.000 visitantes por ano. O museu também mantém uma eclética agenda de exposições temporárias. Desde fevereiro de 2011, o museu se beneficia de um convênio entre a Secretaria de Cultura e Turismo de Santa Bárbara d'Oeste e o Serviço Social da Indústria (SESI), visando a realização de exposições mensais na "Sala do Artista Antônio Duarte". O convênio prevê a organização alternada de mostras de artistas consagrados com outras de artistas locais e insere-se no contexto de um projeto mais abrangente idealizado pelo SESI, denominado "Caixas da Cultura", que tem por objetivo facilitar o acesso da população interiorana a manifestações culturais mais restritas aos grandes centros urbanos brasileiros.

## Edifício

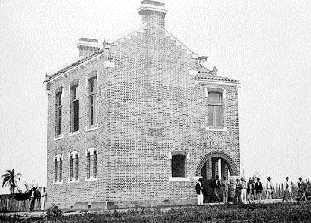
A Casa de Câmara e Cadeia de Santa Bárbara d'Oeste no início do século XX.

O Museu da Imigração está instalado na antiga Casa da Câmara e Cadeia de Santa Bárbara d'Oeste. O projeto do edifício é de autoria de Victor Dubugras, arquiteto francês radicado no Brasil, responsável pela idealização de um conjunto de edifícios públicos encomendados pelo Governo do Estado de São Paulo no fim do século XIX. Sua construção foi financiada pelo Departamento de Obras Públicas de São Paulo. O edifício, inaugurado em 1896, é um dos mais antigos da cidade.
Concebido em estilo eclético, em alvenaria de tijolos aparentes, com detalhes art nouveau, o edifício de dois pavimentos diferencia-se das demais construções de Dubugras no interior paulista por apresentar um partido mais "racionalista", em detrimento da influência neogótica e românica que marca a produção do arquiteto neste período. O projeto do edifício possui algumas semelhanças com o partido adotado por Dubugras na construção de sua residência na capital paulista, como as chaminés destacando-se nos frontões, os ornamentos metálicos nas extremidades das paredes, as seteiras com arcos batidos e o desenho singelo da escada de madeira.
Em 1913, a Câmara Municipal deixou o edifício e voltou para sua antiga sede. A cadeia pública, entretanto, continuou a funcionar no edifício até o fim da década de 1970. A essa altura, o prédio já havia se tornado inadequado para continuar a exercer essa função, por estar com sua capacidade esgotada, resultando em desobediência às normas mínimas de higiene, segurança e conforto dos detentos. Sua localização, em meio ao centro da cidade, também desfavorecia tal uso. Para sanar tal problema, a prefeitura cedeu ao Governo do Estado um terreno para construção de uma nova delegacia e carceragem. Após a desocupação, o edifício permaneceu fechado por quase uma década. Em 1987, passou por reformas de adequação para o seu uso museológico, sediando o Museu da Imigração desde a inauguração da instituição no ano seguinte. Uma nova reforma foi concluída em junho de 2008.

## Acervo

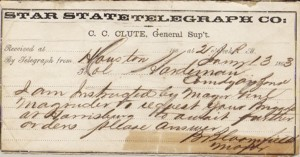
Telegrama da companhia norte-americana Start State Telegraph Co. (1869). Acervo do Museu da Imigração.

O acervo do Museu da Imigração abrange majoritariamente a história da cidade de Santa Bárbara d'Oeste e das correntes de povoamento que se dirigiram à região, sobretudo da imigração norte-americana. Seu núcleo inicial corresponde ao acervo da Fraternidade Descendência Americana, tendo sido progressivamente ampliado por meio de doações da prefeitura, de moradores da cidade e da região, bem como permutas, comodatos e aquisições esporádicas.
É composto por objetos diversos (indumentária, porcelanas, mobiliário, utensílios domésticos, material bélico, manuscritos, documentos, etc.) outrora pertencentes a personalidades de destaque na região, a imigrantes que se estabeleceram na cidade na segunda metade do século XIX (famílias Dodson, Mac-Knigh Jones, Thatcher, etc.), e outros itens (artefatos arqueológicos, fotografias, livros raros, documentos, jornais, revistas, etc.) que retratam o cotidiano da cidade e o estilo de vida da antiga sociedade barbarense.
O acervo do Centro de Memória de Santa Bárbara d'Oeste, formado a partir do desmembramento de uma parte da coleção do Museu da Imigração, do acervo da TV Cultura de Santa Bárbara, de documentos transferidos do Arquivo Municipal e de doações de particulares, é composto por fitas de vídeo, fotografias, negativos, slides, manuscritos, periódicos, mapas, recibos, livros de atas, entre outros documentos relacionados à administração pública e personalidades barbarenses.

## Ligações  externas
- Página oficial do Museu da Imigração
- Página oficial do Centro de Memória